# Le Grand Rock

 Le Grand Rock  est un film québécois de Raymond Garceau produit en 1967.

## Synopsis
À la fin des années 1960, un phénomène de société jusqu’alors peu présent dans le monde rural apparaît au Québec : la violence. Comment le crime peut-il attirer à lui un gars jusque-là libre et paisible dans son village ? C’est l’histoire du Grand Rock filmée dans la campagne enneigée de Lanaudière. Après son mariage avec Régine, vulnérable à la publicité et à la consommation, Rock doit renoncer à sa liberté pour un travail salarié. Loin de ses racines, il se lie au monde de la pègre.

## Fiche technique
- Titre version anglaise : The Big Rock
- Réalisation : Raymond Garceau
- Scénario : Raymond Garceau
- Cinématographie : François Séguillon et Michel Thomas-d’Hoste
- Montage : Raymonde Pilon
- Musique : Eldon Rathburn
- Son : Serge Beauchemin, Bernard Bordeleau et Claude Pelletier
- Langue d'origine : français
- Production : Guy L. Coté
- Durée : 73 min.
- Date de sortie : 
  - Canada - 1er mars 1969

## Distribution
- Jacques Bilodeau
- Naomi Carter
- Pat Gagnon
- Ernest Guimond
- Ian Ireland
- Francine Racette
- Guy Thauvette : Le grand Rock